# جائزة إسبانيا الكبرى للدراجات النارية 1978
جائزة إسبانيا الكبرى للدراجات النارية 1978 هو سباق دراجات نارية أقيم بتاريخ 16 أبريل 1978. كان الجولة الثانية من أصل 13 في سباق الجائزة الكبرى للدراجات النارية موسم 1978. فاز الأمريكي بات هنن بفئة 500 سي سي بينما جاء الأمريكي كيني روبرتس في المركز الثاني وحصل على المركز الثالث الياباني تاكازومي كاتاياما.

## وصلات خارجية
- الموقع الرسمي